# 科尔维略斯-德洛斯奥特罗斯
科尔维略斯-德洛斯奥特罗斯（西班牙語：Corbillos de los Oteros）是西班牙卡斯蒂利亚-莱昂莱昂省的一个市镇。 总面积32平方公里，总人口297人（001年），人口密度9人/平方公里。